# Парономазија
Парономазија (grč. παρονομασία — називање по звучној сличности) је стилска фигура понављања речи које слично звуче а различито значе. Речи се разликују у једном до два гласа, она која су у саставу њиховог корена, па њихова звуковна сличност наглашава значењску различитост. Не треба је мешати са парегменоном који се заснива на паронимима, тј. на речима које имају исти корен. Парономазија је блиска игри речима, јер обе фигуре користе слично звучање речи, али игра речима не извире из природе језика као парономазија. Неки парономазију сматрају подврстом игре речима, неки мисле да је игра речима њена подврста, а неки ове две фигуре изједначавају.
Припада фигурама дикције.

## Историјат појма
У античкој реторици овај термин се односио на све игре звуковима речи. Еустатије и Диомед су изједначавали парегменон и парономазију.

## Употреба
Парономазија је основа риме, махом удружена са алитерацијом и асонанцом. У поезији за децу она је наглашена. У брзалицама она је творбени принцип где је испреплетана са хомеоарктоном, хомеоптотоном и/или хомеотелеутоном. Заједно са игром речима постаје средство духовитости. Користи се у афоризмима, пословицама, рекламним слоганима, те поезији и прози. Може послужити и вежбању говора код деце када треба да науче разлику између слова попут Ч и Ћ, Ђ и Џ (нпр. Мали ђак носи велики џак.).

## Примери
| „                                                             | А се сут греси моји: среброљубије, златољубије, сластољубије, славољубије, самољубије, санољубије, мирољубије, платољубије (...) | ” |
| — Исповедна молитва, непознати аутор, друга половина 14. века | |   |

| „                         | Сврака свраку прескакала, свака сврака скака на два крака. Грк са грма мрко гледи. Мрк је Грк, и брк му је мрк. Јадан сам ти кукавац, уједе ме скакавац, на зло мјесто за палац. Црн јарац, црн трн, црн брсти трн! На врх брда врба мрда, врба мрда на врх брда. Рсом срзни руком врзни људски рсу. | ” |
| — српске народне брзалице | |   |

| „              | Ондола, Дондола, Шишкала, Бишкала, Каларија, Русалија, Подгор, Горчин, Чавчин, Чаулин, Чагрк. | ” |
| — разбрајалица |                                                                                               |   |

| „                                            | То се чудо чак до цара чуло, Посла царе два лака улака (...) | ” |
| — Сунчева сестра и цар, српска народна песма |                                                              |   |

| „                        | И цврчи, цврчи цврчак на чвору црне смрче (...) | ” |
| — Цврчак, Владимир Назор |                                                 |   |

| „                             | Кажем ја увијек: ниси ти Растислав него Распислав. Ни име ти, болан, на добро не слути. | ” |
| — Проклета авлија, Иво Андрић |                                                                                         |   |

| „                                   | Иза прве горе Па у другој гори Чека нека мора Да човека мори (...) | ” |
| — Иза првог угла, Љубивоје Ршумовић |                                                                    |   |

## Сличне стилске фигуре
- Алитерација
- Аноминација
- Антанаклаза
- Асонанца
- Игра речима
- Каламбур
- Метатеза
- Парегменон
- Хомеоарктон (хомојарктон)
- Хомеоптотон (хомојоптотон)
- Хомеотелеутон (хомојотелеутон)